# 9261 Peggythomson
A 9261 Peggythomson (ideiglenes jelöléssel 1953 TD1) a Naprendszer kisbolygóövében található aszteroida. Az Indiana Universityn fedezték fel 1953. október 8-án.